# Algemeen Nederlands Persbureau
ANP leder hit. För atriell natriuretisk peptid, se Natriuretisk förmaksfaktor
Algemeen Nederlands Persbureau (ANP) är Nederländernas största nyhetsbyrå. Företaget grundades 1934 som en stiftelse av en förening av tidningsutgivare. Det blev ett aktiebolag år 2000. Tidningsutgivarna har sedan dess sålt alla sina aktier till privata företag. Ledningen äger 12,5 % av aktierna. 
Företaget har ungefär 200 anställda, varav 120 är journalister.